# Kobrat
Kobrat, également connu sous le nom de Lapuan Koripojat, est un club finlandais de basket-ball, basé dans la ville de Lapua, en Finlande.  Le club évolue en Korisliiga, soit le plus haut niveau du championnat de Finlande de basket-ball.

## Joueurs célèbres ou marquants
- Samuel Haanpää
- Ognjen Kuzmić